# Aseraggodes therese
Aseraggodes therese är en fiskart som beskrevs av Randall, 1996. Aseraggodes therese ingår i släktet Aseraggodes och familjen tungefiskar. Inga underarter finns listade i Catalogue of Life.